# 大審院
大審院（だいしんいん、たいしんいん、英語: Supreme Court, Supreme Court of Judicature, Great Court of Cassationなど）は、1875年（明治8年）から1947年（昭和22年）にかけて日本において設置されていた司法裁判所の中における最上級審の裁判所である。帝国憲法下では、第57条に基づく司法権を行使した。明治8年太政官布告59号により設置され、1890年（明治23年）の裁判所構成法において最上級審の裁判所と規定された。1947年（昭和22年）の裁判所法の施行に伴って廃止され、その権能は最高裁判所が引き継いだ 。

## 概要

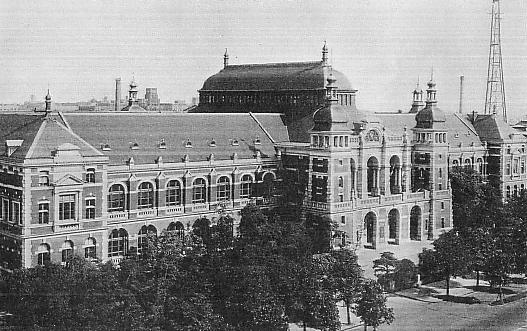
大審院

1875年（明治8年）の立憲政体の詔書に基づき設置。1890年（明治23年）の裁判所構成法により通常の司法裁判所の中の最上級審としての立場が確立された。
フランスの破毀院をモデルとして設置され、主に、民事・刑事の終審として、特別裁判所（大日本帝国憲法第60条に規定される皇室裁判所・軍法会議などのこと）および行政裁判所（同憲法61条、行政裁判法）の管轄に属しない事項について裁判を行った。
大審院は終審として、上告および控訴院などがした決定・命令に関する抗告を受け、また、第一審かつ終審として刑法の皇室に対する罪（不敬罪など、1947年〈昭和22年〉刑法改正で規定削除）、内乱に関する罪、皇族の犯した罪にして禁錮以上の刑に処すべきものの予審および裁判を行うものと規定された（裁判所構成法50条）。
大審院の重要な判例は、1921年（大正10年）までのものについては『大審院判決録』（民録・刑録）に、1922年（大正11年）以後のものは『大審院判例集』（民集・刑集）に収録され公刊されている。
大審院庁舎は戦災で外壁を残して焼失。太平洋戦争後、屋根を除き復元され、1949年（昭和24年）から1974年（昭和49年）まで最高裁判所庁舎として使われた。現在、跡地には東京高等裁判所・東京地方裁判所がある。

## 沿革

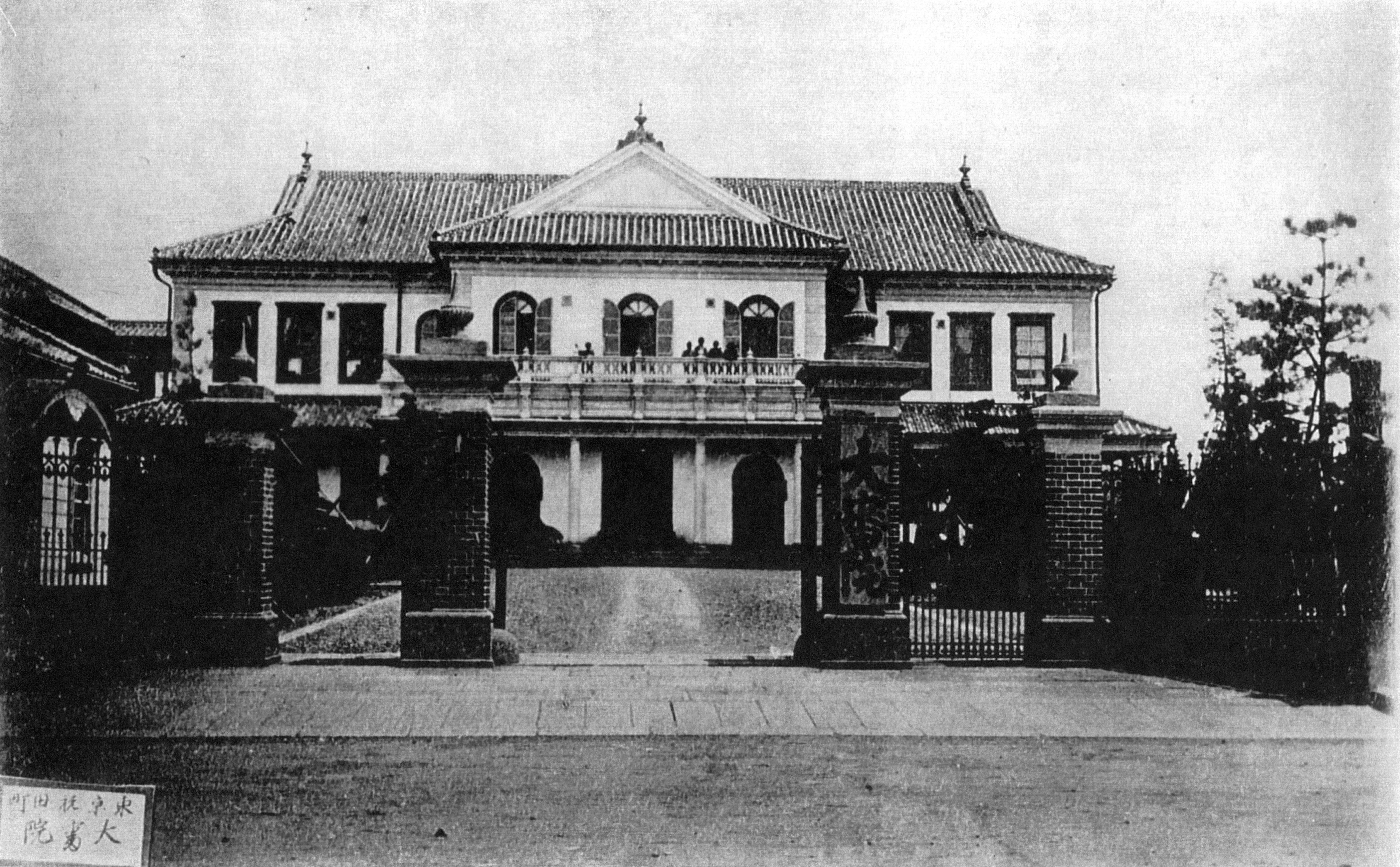
初代大審院庁舎

- 1875年（明治8年）、太政官布告59号に基づき、司法省裁判所に代わって東京に設置され、司法行政を行う司法省と司法権を行使する大審院とが明確に区分された。
- 1890年（明治23年）、裁判所構成法（明治23年法律第6号）が制定され、大審院を最上級審として以下、控訴院・地方裁判所・区裁判所が設置された。
- 1896年（明治29年） - 大審院庁舎が完成。
- 1920年（大正9年）に裁判所職員定員令が施行。
- 1947年（昭和22年）、裁判所法施行に伴い廃止。

## 構成
大審院には若干の民事部・刑事部が置かれ、各部は5人（当初は7人）の判事の合議体によって構成され、裁判が行われた。大審院が従前の大審院の法令解釈（判例）を変更しようとする場合は、事件の性質に従い、民事の総部もしくは刑事の総部を連合し、または民事および刑事の総部を連合して合議体を作り、裁判を行った（裁判所構成法49条。この合議体のことを聯合部（連合部、れんごうぶ）といい、各々その連合した部の名称を取り、民事連合部・刑事連合部・民刑連合部といった。
1920年（大正9年）に裁判所職員定員令が施行された当時には、大審院判事は26名、大審院検察局は検事総長が1名、検事が7名の定員であった。

## 最高裁判所との比較

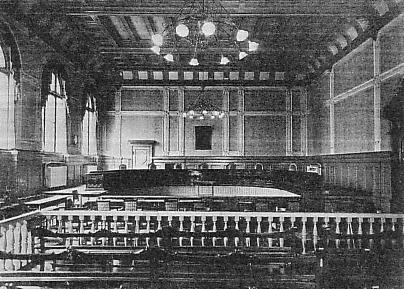
2代目大審院庁舎の大審院法廷

ある事件の判決に含まれた判断について、最高裁判所の判例がなく、大審院の判例に相反するときには、民事訴訟法では上告受理の申立て・許可抗告の対象となり、刑事訴訟法では上告申立理由となると同時に、変更されていない大審院の判決は現在においても判例とされる。
大審院が裁判の独立に果たした役割・努力は、歴史上、無視できないが、制度上の位置付けは最高裁判所に比べ低かった。最高裁判所は、日本国憲法により、司法行政監督権・規則制定権・違憲立法審査権などの権限を与えられているが、大審院にはこれらの権限がなかった。司法行政権は司法大臣に属しており、大審院は下級裁判所に対して司法行政上の監督権を持たなかった。
大審院長は親任官であるが、宮中席次は同じ親任官の国務大臣・枢密顧問官・陸海軍大将より低く、大審院判事は最高裁判所裁判官のような権威のある存在ではなかった。部長判事は一般官庁の次官並、一般判事は局長ないし課長並の俸給であった。最高裁裁判官は法曹界で名をあげた高齢者が任命されるが、大審院判事は壮年の働き盛りの者が任命されやすかったとされる。ただし、退任後に貴族院勅選議員から枢密院議長や内閣総理大臣の職を得た平沼騏一郎のように、親任であったことを利用して後に権力を拡大した例もある。
現在の最高裁判所裁判官（長官及び判事）は15名だが、大審院判事は1919年（大正8年）から1941年（昭和16年）までが47人、1942年（昭和17年）には37人、1946年（昭和21年）には31人だった。なお、最高裁判所裁判官は定員が極端に少ないため、最高裁判所裁判官の職務を補佐する役職として39名の最高裁判所調査官が存在している（2014年現在）。

## 歴代院長
| 代 | 氏名       | 任官日・退官日                                                                   | 出身校                            | 備考             |
| -- | ---------- | -------------------------------------------------------------------------------- | --------------------------------- | ---------------- |
| 1  | 玉乃世履   | 1875年（明治8年）5月12日                                                         | 岩国藩                            | 院長代理         |
| 2  | 玉乃世履   | 1878年（明治11年）9月13日                                                        | （再任）                          |                  |
| 3  | 岸良兼養   | 1879年（明治12年）10月25日                                                       | 薩摩藩                            |                  |
| 4  | 玉乃世履   | 1881年（明治14年）7月27日                                                        | （再任）                          |                  |
| 5  | 尾崎忠治   | 1886年（明治19年）8月12日                                                        | 土佐藩                            |                  |
| 6  | 西成度     | 1890年（明治23年）8月21日 1891年（明治24年）4月7日死去                           | 静岡藩                            |                  |
| 7  | 南部甕男   | 1891年（明治24年）4月8日                                                         | 土佐藩                            | 院長心得         |
| 8  | 児島惟謙   | 1891年（明治24年）5月6日                                                         | 宇和島藩                          |                  |
| 9  | 名村泰蔵   | 1892年（明治25年）8月24日                                                        | 長崎出身                          | 院長心得         |
| 10 | 三好退蔵   | 1893年（明治26年）3月3日 1896年（明治29年）慶應義塾 （現・慶應義塾大学）         | 初代検事総長 貴族院議員           |                  |
| 11 | 南部甕男   | 1896年（明治29年）10月7日 1906年（明治39年）7月3日                               |                                   | 枢密顧問官       |
| 12 | 横田国臣   | 1906年（明治39年）7月3日 1921年（大正10年）6月13日                               | 慶應義塾 （現・慶應義塾大学）     | 検事総長         |
| 13 | 富谷鉎太郎 | 1921年（大正10年）6月13日                                                        | 司法省法学校 （現・東京大学）     |                  |
| 14 | 平沼騏一郎 | 1921年（大正10年）10月5日                                                        | 帝国大学法科大学 （現・東京大学） |                  |
| 15 | 横田秀雄   | 1923年（大正12年）9月6日 1927年（昭和2年）8月19日                                | 帝国大学法科大学 （現・東京大学） | 慶應義塾大学教授 |
| 16 | 牧野菊之助 | 1927年（昭和2年）8月19日                                                         | 帝国大学法科大学 （現・東京大学） |                  |
| 17 | 和仁貞吉   | 1931年（昭和6年）12月21日                                                        | 帝国大学法科大学 （現・東京大学） |                  |
| 18 | 林頼三郎   | 1935年（昭和10年）5月13日                                                        | 東京法学院 （現・中央大学）       |                  |
| 19 | 池田寅二郎 | 1936年（昭和11年）3月13日                                                        | 東京帝国大学 （現・東京大学）     |                  |
| 20 | 泉二新熊   | 1939年（昭和14年）2月15日                                                        | 東京帝国大学 （現・東京大学）     |                  |
| 21 | 長島毅     | 1941年（昭和16年）1月31日                                                        | 東京帝国大学 （現・東京大学）     |                  |
| 22 | 霜山精一   | 1944年（昭和19年）9月15日                                                        | 東京帝国大学 （現・東京大学）     |                  |
| 23 | 細野長良   | 1946年（昭和21年）2月8日 1947年（昭和22年）5月3日 裁判所法施行に伴い、大審院廃止 | 京都帝国大学 （現・京都大学）     |                  |

## 院長以外の著名な歴代判事
| 氏名       | 任期                                  | 出身校                                                                                  | 前職                                                 | 後職                                                                 |
| ---------- | ------------------------------------- | --------------------------------------------------------------------------------------- | ---------------------------------------------------- | -------------------------------------------------------------------- |
| 古賀廉造   | 1902年（明治35年）-1906年（明治39年） | 司法省法学校 （現・東京大学）                                                           | 大審院検事、慶應義塾大学教授                         | 貴族院議員                                                           |
| 安藤源五郎 |                                       | 慶應義塾 （現・慶應義塾大学）                                                           | 検事                                                 |                                                                      |
| 岡村為蔵   | 明治24年（1891年）-                   | 慶應義塾 （現・慶應義塾大学）                                                           | 判事                                                 |                                                                      |
| 長谷川喬   | 明治24年（1891年）12月                | 慶應義塾 （現・慶應義塾大学）                                                           |                                                      | 東京控訴院長                                                         |
| 伊丹重賢   |                                       | 慶應義塾 （現・慶應義塾大学）                                                           |                                                      | 貴族院議員                                                           |
| 小疇伝     | 1910年（明治43年）                    | 東京帝国大学 （現・東京大学）                                                           | 検事                                                 |                                                                      |
| 栗塚省吾   | 1891年（明治24年）                    | パリ大学 パリ政治学院                                                                   | 東京仏学校（現・法政大学）創立 司法大臣秘書官        | 弁護士、衆議院議員                                                   |
| 西川鉄次郎 |                                       | 東京大学法学部                                                                          | 英吉利法律学校創立、地裁所長、控訴院長               |                                                                      |
| 赤井直揉   | 1919年（大正8年）                     | 京都帝国大学法科大学 （現・京都大学）                                                   | 京都区裁判所監督判事、宮崎地方裁判所長               |                                                                      |
| 波多野敬直 |                                       | 大学南校（現・東京大学）                                                                |                                                      |                                                                      |
| 馬場愿治   |                                       | 東京大学法学部                                                                          |                                                      | 中央大学学長                                                         |
| 小林藹     |                                       |                                                                                         | 判事                                                 |                                                                      |
| 小村壽太郎 |                                       | 大学南校 ハーバード大学ロースクール                                                     |                                                      | 外務大臣、貴族院議員                                                 |
| 石井忠恭   |                                       |                                                                                         | 京都地方裁判所所長                                   | 貴族院議員                                                           |
| 磯部四郎   |                                       | 大学南校 （現・東京大学）                                                               | 司法官僚、検事、衆議院議員                           | 衆議院議員、貴族院議員、東京弁護士会会長                             |
| 今村信行   |                                       |                                                                                         | 判事                                                 |                                                                      |
| 岩松三郎   |                                       | 東京帝国大学法科大学 （現・東京大学）                                                   | 判事                                                 | 最高裁判所判事                                                       |
| 馬屋原二郎 |                                       |                                                                                         | 判事                                                 | 貴族院議員                                                           |
| 齋藤悠輔   |                                       | 東京帝国大学法学部 （現・東京大学）                                                     | 判事                                                 | 最高裁判所判事                                                       |
| 堀真五郎   |                                       |                                                                                         | 判事                                                 | 貴族院議員                                                           |
| 本多康直   |                                       | ゲッティンゲン大学                                                                      | 司法官僚、日本法律学校創設に参画                     |                                                                      |
| 島保       |                                       | 東京帝国大学法学部 （現・東京大学）                                                     | 判事                                                 | 最高裁判所判事                                                       |
| 太田黒惟信 |                                       |                                                                                         | 旧幕府軍征討総督、八代県参事                         | 熊本県民議会議長                                                     |
| 大場茂馬   |                                       | 東京法学院（現・中央大学） ミュンヘン大学                                               | 検事、判事                                           | 弁護士、衆議院議員                                                   |
| 大森洪太   |                                       | 東京帝国大学法科大学 （現・東京大学）                                                   | 判事、司法官僚                                       | 控訴院長、司法次官                                                   |
| 岡田庄作   |                                       | 明治法律学校（現・明治大学）                                                            | 検事                                                 | 東京弁護士会会長、明治大学教授                                       |
| 松下直美   |                                       |                                                                                         | 司法官僚、地裁所長                                   | 福岡市長、統監府判事                                                 |
| 岡村輝彦   |                                       | 克明館 大学南校 （現・東京大学） 開成学校 キングス・カレッジ・ロンドン ミドル・テンプル | 判事                                                 | 英吉利法学校創立、東京法学院講師、明治法律学校講師、東京弁護士会会長 |
| 奥山政敬   |                                       |                                                                                         | 文部官僚                                             | 検事、控訴院長、貴族院議員、実業家                                   |
| 尾佐竹猛   |                                       | 明治法律学校 （現・明治大学）                                                           | 判事                                                 | 明治大学教授、九州帝国大学講師                                       |
| 小山温     |                                       | 東京帝国大学法科大学 （現・東京大学）                                                   | 判事                                                 | 弁護士、衆議院議員                                                   |
| 岸本辰雄   |                                       | 司法省明法寮 パリ法科大学                                                               | 司法官僚、明治法律学校創設・初代校長                 | 東京弁護士会会長                                                     |
| 柳川勝二   |                                       | 東京帝國大學法學部                                                                      | 東京控訴院判事兼同院部長                             | 早稻田大學教授、第一高等學校講師、日本大學講師                       |
| 草野豹一郎 |                                       | 東京帝国大学法科大学 （現・東京大学）                                                   | 判事、中央大学講師、早稲田大学講師、東京商科大学講師 | 中央大学教授                                                         |
| 永井岩之丞 |                                       |                                                                                         | 判事                                                 |                                                                      |
| 豊島直通   |                                       | 東京帝国大学法科大学 （現・東京大学）                                                   | 検事、司法官僚、東京控訴院検事長                     |                                                                      |
| 津田弘道   |                                       |                                                                                         |                                                      | 実業家                                                               |
| 田山卓爾   |                                       | 和仏法律学校（現・法政大学）                                                            | 判事                                                 | 弁護士                                                               |
| 吉田久     |                                       | 東京法学院 （現・中央大学）                                                             | 検事、判事、横濱専門学校教授、中央大学講師           | 貴族院議員、中央大学教授、千葉商科大学                               |
| 横田正俊   |                                       | 東京帝国大学法学部 （現・東京大学）                                                     | 判事                                                 | 公正取引委員会委員長、最高裁判所長官                                 |
| 山香二郎吉 |                                       | 司法省法学校 （現・東京大学）                                                           | 判事、検事                                           |                                                                      |
| 三宅正太郎 |                                       | 東京帝国大学法学部 （現・東京大学）                                                     | 判事、検事                                           | 地裁所長、控訴院長、貴族院議員、中央労働委員会会長                   |
| 水内吉藏   |                                       | 明治法律学校 （現・明治大学）                                                           | 判事                                                 | 高等官                                                               |
| 三島中洲   |                                       | 昌平黌 （現・東京大学）                                                                 | 判事                                                 | 二松学舎設立、東京大学教授、大審院検事、宮中顧問官                   |
| 児玉淳一郎 | 明治23年（1890年）10月-               |                                                                                         | 慶應義塾法律科初代講師 （現・慶應義塾大学）          | 貴族院議員                                                           |
| 田中右橘   |                                       | 東京帝国大学法学部 （現・東京大学）                                                     | 大阪地方裁判所判事、奈良地方裁判所所長               | 東京地方裁判所所長、東京控訴院長、八幡大学学長                       |
| 垂水克己   |                                       |                                                                                         | 判事                                                 | 最高裁判所判事                                                       |
| 下飯坂潤夫 |                                       |                                                                                         | 判事                                                 | 最高裁判所判事                                                       |
| 石坂修一   |                                       |                                                                                         | 判事                                                 | 最高裁判所判事                                                       |
| 奥野健一   |                                       |                                                                                         | 判事                                                 | 最高裁判所判事                                                       |
| 藤田八郎   |                                       |                                                                                         | 判事                                                 | 最高裁判所判事                                                       |
| 井上登     |                                       |                                                                                         | 判事                                                 | 最高裁判所判事                                                       |

## 不祥事
- 1892年（明治25年）- 6月、磯部四郎、法曹会会長である大審院長児島惟謙のほか大審院判事6名が向島の色町で花札賭博に興じたとして児玉淳一郎に告発され、判事懲戒法に基づき、時の検事総長松岡康毅に懲戒裁判を申し立てられた。翌月には証拠不十分により免訴されたが、同年8月、児島は責任を取る形で大審院を辞職した（司法官弄花事件）[12]。

## 主な関連文献
- 司法省『大審院民事判決録』1876年 - 1884年。
- 司法省・東京法学院『大審院判決録』1891年 -1899年。
- （発行人不明）『大審院刑事判決抄録』1891年 - 1921年。
- 司法省『大審院刑事判決録』（第1集 - 第27集）1895年 - 1921年。
- （発行人不明）『大審院民事判決抄録』1898年 - 1921年。
- 法曹会『大審院民事判例集』（第1巻 - 第25巻）1922年 - 1946年。
- 法曹会『大審院刑事判例集』（第1巻 - 第26巻）1922年 - 1947年。